# La Mesita, Chiapas
La Mesita är en ort i Mexiko.   Den ligger i kommunen Siltepec och delstaten Chiapas, i den sydöstra delen av landet, 800 km sydost om huvudstaden Mexico City. La Mesita ligger 2 347 meter över havet och antalet invånare är 116.
Terrängen runt La Mesita är bergig åt nordväst, men åt sydost är den kuperad. Runt La Mesita är det ganska tätbefolkat, med 83 invånare per kvadratkilometer. Närmaste större samhälle är Motozintla de Mendoza, 19,8 km söder om La Mesita. I omgivningarna runt La Mesita växer i huvudsak blandskog.